# Kanton Moreuil
Kanton Moreuil is een kanton van het Franse departement Somme. Het kanton maakt deel uit van het arrondissement Montdidier, met uitzondering van één gemeente uit arrondissement Amiens.

## Gemeenten
Het kanton Moreuil omvatte tot 2014 de volgende 23 gemeenten:
- Arvillers
- Aubercourt
- Beaucourt-en-Santerre
- Berteaucourt-lès-Thennes
- Braches
- Cayeux-en-Santerre
- Contoire
- Démuin
- Domart-sur-la-Luce
- Fresnoy-en-Chaussée
- Hangard
- Hangest-en-Santerre
- Ignaucourt
- Mézières-en-Santerre
- Moreuil (hoofdplaats)
- Morisel
- La Neuville-Sire-Bernard
- Pierrepont-sur-Avre
- Le Plessier-Rozainvillers
- Le Quesnel
- Thennes
- Villers-aux-Érables
- Wiencourt-l'Équipée

Ingevolge de herindeling van de kantons bij decreet van 26 februari 2014, met uitwerking op 22 maart 2015, zijn dat 43 gemeenten. Door de creatie van de fusiegemeente (commune nouvelle) : Tros-Rivières op 1 januari 2019 die opgenomen werd in het kanton Roye zijn dat de volgende 41 geworden:
- Arvillers
- Aubercourt
- Bayonvillers
- Beaucourt-en-Santerre
- Beaufort-en-Santerre
- Berteaucourt-lès-Thennes
- Bouchoir
- Braches
- Caix
- Cayeux-en-Santerre
- La Chavatte
- Chilly
- Démuin
- Domart-sur-la-Luce
- Folies
- Fouquescourt
- Fransart
- Fresnoy-en-Chaussée
- Guillaucourt
- Hailles
- Hallu
- Hangard
- Hangest-en-Santerre
- Harbonnières
- Ignaucourt
- Maucourt
- Méharicourt
- Mézières-en-Santerre
- Moreuil
- Morisel
- La Neuville-Sire-Bernard
- Parvillers-le-Quesnoy
- Le Plessier-Rozainvillers
- Le Quesnel
- Rosières-en-Santerre
- Rouvroy-en-Santerre
- Thennes
- Villers-aux-Érables
- Vrély
- Warvillers
- Wiencourt-l'Équipée